# Twierdza: Krzyżowiec
Twierdza: Krzyżowiec (ang. Stronghold Crusader) – samodzielny dodatek do gry komputerowej Twierdza stworzony przez Firefly Studios i wydany w 2002 roku przez Take-Two Interactive. 28 maja 2008 r. została wydana Twierdza: Krzyżowiec Extreme, która miała ulepszać rozgrywkę Twierdzy: Krzyżowiec. 1 listopada 2012 roku zadebiutował Stronghold Crusader HD – dodatek, który umożliwia grę w rozdzielczości nawet do 2560x1600. Natomiast 23 września 2014 roku na rynku pojawiła się kontynuacja gry.

## Zapowiedzi i premiera
Tytuł ten oficjalnie zapowiedziano na targach E3 w 2002 roku, od razu tego samego dnia zapowiedziano wersję demonstracyjną, która miała być dostępna w lipcu. Ostatecznie demo Stronghold Crusader zostało udostępnione do pobrania w sierpniu 2002 roku. Prace nad tą grą strategiczną zostały zakończone 19 września 2002 roku. Polska premiera gry odbyła się 18 października 2003 roku i jej dystrybutorem stała się firma Cenega. Jeszcze przed premierą zostały opublikowane w Internecie 2 minigry, które promują ten tytuł – są to Crossbow Commander i Desert Warrior. 11 lipca 2003 r.  ramach pakietu o nazwie Twierdza Warchest, grę poszerzono o ponad 50 premierowych map oraz ośmiu nowych komputerowych przeciwników do pokonania, a także dodano dodatkową kampanię o nazwie Szlak Krzyżowca: Warchest, który obejmował 30 dodatkowych misji dla pojedynczego gracza.

## Szczegóły gry
Gra zmieniła scenerię – zamiast walk w dolinach i górach, Krzyżowiec przenosi nas w klimaty pustynne. Akcja gry obejmuje czasy krucjat (XI – XIV w), a celem gracza jest pokonanie Saracenów na ich terenie. Twierdza: Krzyżowiec oferuje m.in. cztery oddzielne kampanie, po stronie europejskiego rycerstwa prowadzonego przez Ryszarda Lwie Serce, jak i arabskich wojowników dowodzonych przez Saladyna. Oprócz tego możliwe jest rozegranie potyczek oraz ukończenie tak zwanego Szlaku Krzyżowca – specjalnej kampanii, której zadaniem jest ukończenie wszystkich misji typu skirmish. Program zawiera również edytor map, za pomocą którego możemy tworzyć własne scenariusze. Tryb gry wieloosobowej zawarty w tytule pozwala na grę do 8 osób jednocześnie.

## Przebieg gry
Przebieg gry również uległ drobnym modyfikacjom. Między innymi, wciąż należy budować farmy na terenach nadających się pod uprawę, których nie jest zbyt wiele, zgodnie ze zmianą scenerii. Podobnie jak w poprzedniej odsłonie, jest oczywiście możliwe budowanie wielkich warowni. Tak jak w Twierdzy podstawowymi surowcami są tutaj drewno, kamień, żelazo, smoła, złoto oraz jedzenie. Gra wprowadza także nowe jednostki, m.in. konnych łuczników, grenadierów, procarzy, których rekrutujemy w obozie arabskich najemników oraz nowe machiny oblężnicze w postaci balisty ogniowe.